# ناهنجاری فروپاشی کلونی زنبورها

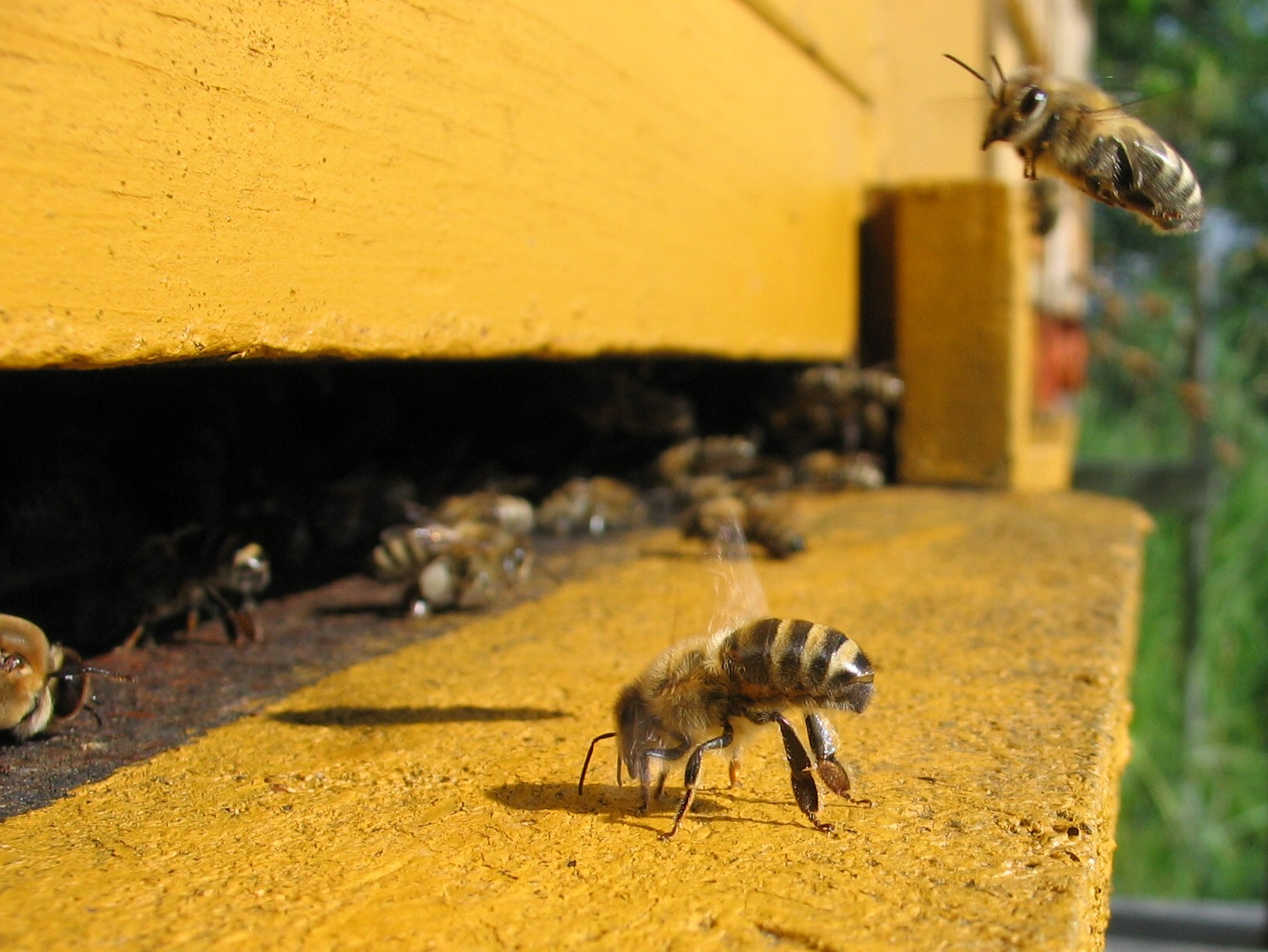
زنبورهای عسل در ورودی کندو: یکی در حال فرود آمدن است و دیگری در حال پرواز کردن است.

ناهنجاری فروپاشی کلونی زنبورها (به انگلیسی: Colony collapse disorder) هنگامی رخ می‌دهد که اکثر زنبورهای عسل کارگر یک کلونی ناپدیده شده و زنبور ملکه، ذخایر غذا و زنبورهای پرستار که مسئول مراقبت از زنبورهای نابالغ را دارند به حال خود رها می‌کنند. این پدیده در طول تاریخ زنبورداری به‌طور پراکنده سابقه داشته‌است اما از اواخر سال ۲۰۰۶ همزمان با افزایش شدید ناپدید شدن زنبورها در آمریکای شمالی به ناهنجاری فروپاشی کلونی تغییر نام داده شد. اکثر کشورهای اروپایی نیز از سال ۱۹۹۸ شاهد گزارش‌هایی مبنی بر افول بیش از ۵۰ درصدی زنبورهای عسل بوده‌اند. با سرایت به برخی کشورهای آسیایی و آفریقایی این پدیده ابعاد جهانی‌تری پیدا کرد.

## علل
مکانیزم‌های سی.سی.دی. هنوز ناشناخته‌اند اما برخی علل در مطمح نظر است از جمله آفت‌کش‌ها، هیره‌ها، قارچ‌ها، روش‌های زنبورداری مثل استفاده از آنتی‌بیوتیک یا انتقال کندوها به دوردست‌ها، سوءتغذیه، ملکه‌های بی‌کیفیت، گرسنگی و دیگر ریزاندام‌های بیماری‌زا و نقایص ایمنی. اجماع علمی حاضر هیچ عامل منفردی را مسئول سی.سی.دی. نمی‌داند اما برخی از این عوامل در ترکیب با هم ممکن است به نحو افزایشی یا هم‌افزایی منجر به این اختلال شوند.